# El sueño eterno (novela)
The Big Sleep (en español: El sueño eterno) es una novela negra publicada en el año 1939 por el autor estadounidense Raymond Chandler. Con esta novela irrumpía Chandler en el ámbito de la novela policíaca, presentando además a su más reconocido personaje: el detective Philip Marlowe.

## Adaptaciones
La novela inspiró dos producciones cinematográficas: una del año 1946 protagonizada por Humphrey Bogart y Lauren Bacall, y otra de 1978, protagonizada por Robert Mitchum y Sarah Miles.